# Rimas y leyendas
Rimas y leyendas (català: Rimes i llegendes) és una obra de Gustavo Adolfo Bécquer que va ser editada l'any 1871 un any després de la mort de l'autor, en dos volúmens amb un pròleg de Ramón Rodríguez Correa. Va ser sufragada per subscripció popular.
A les "Leyendas", Bécquer exposa les seves teories sobre la poesia i l'amor. Les seves "Rimas" iniciaren el corrent romàntic de poesia intimista inspirada en Heinrich Heine i oposada tant a la retòrica com a l'ampul·lositat que havien mostrat els poetes romàntics anteriors.
Gustavo Adolfo Bécquer quan ja se sentia malalt al final de la seva vida, lliurà els seus versos al seu amic Narciso Campillo.
Bécquer va guanyar la fama pòsthumament, amb la publicació del llibre "Rimas y Leyendas". En aquest llibre va incloure tota la seva producció poètica. Durant la seva vida només va publicar de forma irregular en alguns periòdics, entre ells els anomenats "Museo universal" i "La ilustración de Madrid". Per a guanyar-se la vida treballava en el periodisme.
La “musa” inspiradora de les rimes d'aquest llibre va ser Elisa Guillén amb la qual Bécquer va viure una apassionada història d'amor des de 1858 fins a 1861, quan ella el va deixar. Per oblidar completament a Elisa, va passar una temporada al Monestir de Veruela i poc temps després, el 18 de maig de 1861, es va casar amb una dona a la que no estimava, Casta Esteban qui l'abandonaria el 1868.
De 1861 a 1865 va escriure la majoria de les seves leyendas, algunes rimes, cròniques periodístiques, i la seva obra "Cartas literarias a una mujer".
En Rimas y leyendas el poeta es mostra, a la manera romàntica, desalenat i amargat per aquest amor insatisfet, deslleial, frustrat o no correspost; la pèrdua de fe en l'amor; l'existència on la realitat i la fantasia s confonen; el buit existencial causat per una vida monòtona sense passions que donin vitalitat; el desig de la mort entesa com a repòs, com a fi d'una vida trista i anguniosa.

## Contingut[1]
- Introducció: feta pel mateix Bécquer i signada el juny de 1868
- Rimes de la I a la XI. Estan dedicades a la poesia en ella mateixa. S'utilitzen amb moderació els recursos poètics del polisíndeton, hipèrbaton, etc.

La primera rima comença amb “Yo sé un himno gigante y extraño...
- Rimes XII a XIX. Són poesies sobre l'amor i llevat d'algunes excepcions el to utilitzat és alegre, els poemes són curts.
- Rimes XXX-LI tracten del desengany amorós
- Rimes LII a LXXVI tracten de la desesperança
- Llegendes:
  - La creación (poema d'Índia).
  - Maese Pérez el organista.
  - Los ojos verdes.
  - La ajorca de oro.
  - El caudillo de las manos rojas (tradició índia).
  - El rayo de luna.
  - La cruz del diablo.
  - Tres fechas.
  - El Cristo de la calavera.
  - La corza blanca.
  - La rosa de pasión.
  - Creed en Dios (càntiga provençal).
  - La promesa.
  - El beso.
  - El Monte de las Ánimas.
  - La cueva de la mora.
  - El gnomo.
  - El miserere.
  - La arquitectura árabe en Toledo.
  - ¡Es raro!.
  - Las hojas secas.
  - La mujer de piedra (fragment).